# Ya'akov Edery

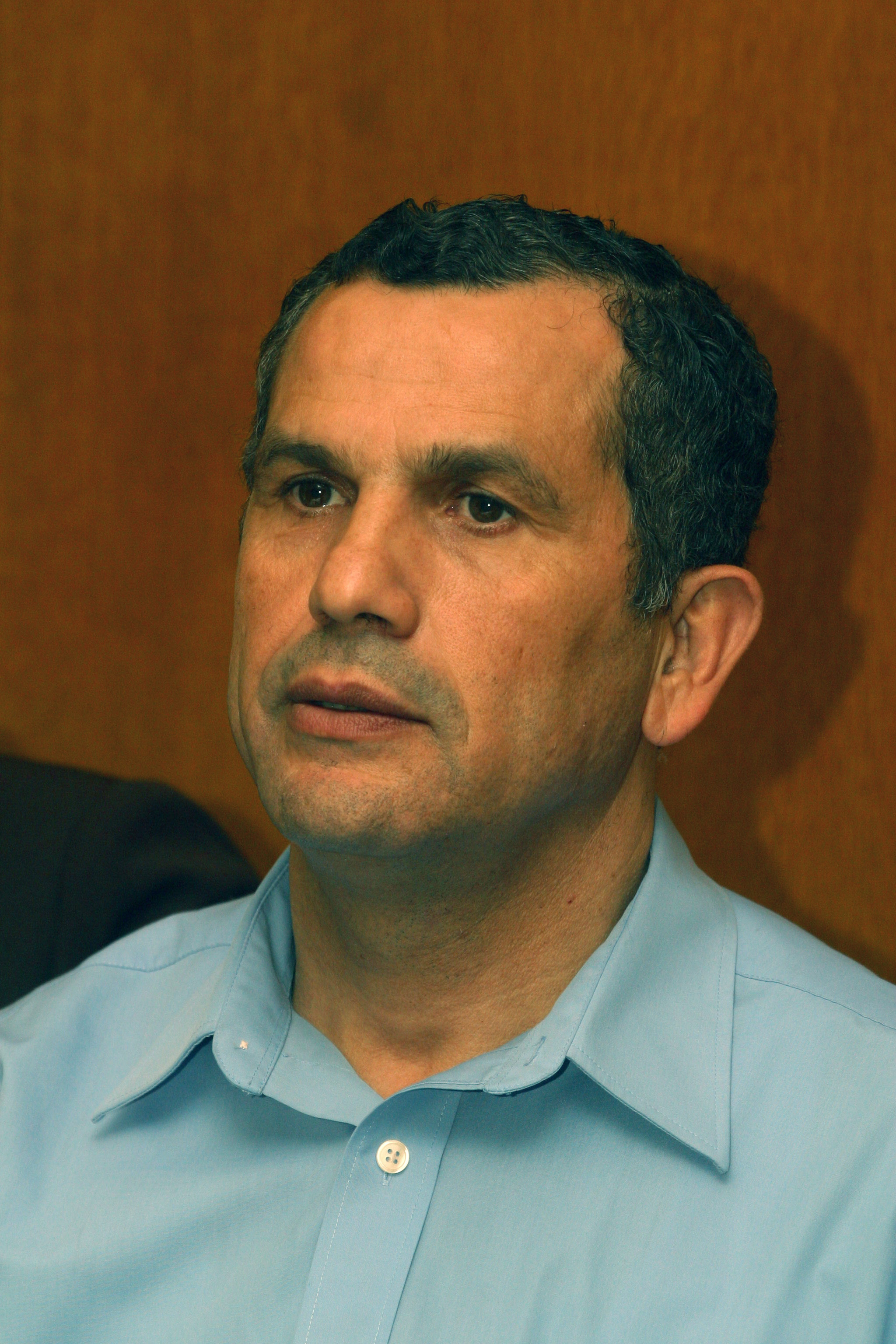
Ya'akov Edery

Ya'akov Edery, ook wel gespeld als Jacob Edery, (Hebreeuws: יעקב אדרי) (Marokko, 25 november 1950) is een voormalig Israëlisch politicus voor de politieke partij Kadima.

## Achtergrond en lokale politiek
Zijn familie emigreerde in 1959 naar Israël. Na een verplichte militaire dienstplicht van drie jaar bij de marine behaalde hij aan de universiteit van Haifa de academische graad van bachelor in de politieke wetenschappen en de graad van master in openbaar bestuur.
Edery was oorspronkelijk lid van de Likoed maar werd later (in november 2005) lid van de nieuwe partij Kadima. Hij deed bestuurservaring op in de lokale politiek van zijn woonplaats Or Akiva. Daar was hij burgemeester, vicevoorzitter van de gemeenteraad en gemeentesecretaris.

## Nationale politiek
In januari 2003 werd hij verkozen tot de Knesset waar hij lid was van de commissies overheidsfinanciën, immigratie en diaspora, en drugs. Van maart 2003 tot januari 2006 was hij staatssecretaris van Sociale Zekerheid. Hierna was hij tot mei 2006 minister van Gezondheidszaken en van de Ontwikkeling van de Negev en Galilea. 
Sinds de beëdiging van de eerste regering-Olmert in mei 2006 was hij minister zonder portefeuille belast met de relaties tussen de regering en het parlement. In juli 2006 werd de stad Jeruzalem aan zijn takenpakket toegevoegd. Zijn ministerschap eindigde in maart 2009 met de komst van de tweede regering van Netanyahu. Na de verkiezingen voor de 19e Knesset in 2013 kwam hij niet meer terug in het parlement.
Ya'akov Edery is getrouwd en vader van twee kinderen.